# Suzanne Horner
Suzanne Horner (State College, 9 dicembre 1994) è una pallavolista statunitense.
Gioca nel ruolo di palleggiatrice nel Wessex.

## Biografia
Figlia di Heather and Todd Horner, nasce a State College, in Pennsylvania. nel 2013 si diploma alla State College Area High School. In seguito studia, prima alla Mississippi State University e poi alla Iowa State University, kinesiologia. 

## Carriera

### Club
La carriera di Suzanne Horner inizia nei tornei scolastici della Pennsylvania con la State College Area HS. Dopo il diploma gioca a livello universitario nella NCAA Division I con la Mississippi State nel 2013, trasferendosi successivamente alla Iowa State, dove gioca dal 2014 al 2016, completando la sua carriera universitaria.
Inizia la carriera professionistica nella Lentopallon Mestaruusliiga finlandese nella stagione 2017-18, ingaggiata dal LiigaPloki. Dopo un'annata di inattività, ritorna in campo nel campionato 2019-20 col Wessex, impegnato nella Super League inglese.